# Émile Veinante

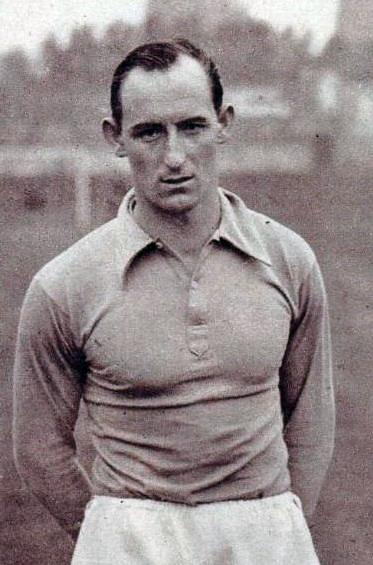
Émile Veinante (1937)

Émile Veinante (* 12. Juni 1907 in Metz; † 18. November 1983 in Dury, Département Somme) war ein französischer Fußballspieler und -trainer.

## Der Spieler

### Die Vereinskarriere
Der meist auf der linken Sturmseite oder als linker Läufer eingesetzte Veinante begann seine Laufbahn als Jugendlicher beim FC Metz, der bis zum Ende des Ersten Weltkriegs noch im deutschen „Reichsland Elsaß-Lothringen“ am Spielbetrieb teilnahm. Als 21-Jähriger folgte er einem Angebot des hauptstädtischen Racing Club de France und blieb diesem Verein dann viele Jahre lang treu, anfangs noch als Amateur, ab 1932 – mit Einführung der Division 1 – auch ganz offiziell als Profifußballer. Schon 1929 war er erstmals in die Nationalelf berufen worden, und 1930 stand er im ersten seiner drei Endspiele um den französischen Pokal, in dem sich seine Mannschaft allerdings nach Verlängerung dem FC Sète beugen musste.
In den folgenden Jahren wuchs er in seinem Verein (seit 1932 in Racing Club Paris umbenannt) in die Rolle des Spielgestalters hinein und war dabei auch torgefährlich: 1934 brachte er es sogar in die „Top Ten“" der Torschützenliste. Aufsehen erregten vor allem seine Freistöße und, noch spektakulärer, seine Eckbälle: in einer Begegnung gegen den RC Lens gelang es Émile Veinante beim Stand von 0:3, mit gleich drei direkt verwandelten Eckstößen innerhalb der Schlussviertelstunde die drohende Heimniederlage noch abzuwenden.
1936 gewann er mit Racing den Doublé, also französische Meisterschaft und Pokalsieg in der gleichen Saison. 1939 konnte er, der zu diesem Zeitpunkt seine Mannschaft bereits als Spielertrainer betreute, in seinem dritten Endspiel die Coupe de France ein weiteres Mal gewinnen. Dabei erzielte Veinante beim 3:1 gegen Olympique Lillois den vorentscheidenden Treffer zum 2:1. Mit dem deutschen Okkupation Frankreichs endete seine Spielerkarriere im Klub und in der Nationalmannschaft.

#### Stationen
- FC Metz (1916–1928)
- Racing Club de France / Racing Club Paris (1928–1940)

### Der Nationalspieler
Zwischen Februar 1929 und Januar 1940 bestritt Émile Veinante 24 Länderspiele für die Équipe Tricolore und erzielte dabei 14 Treffer. Er nahm auch an den Weltmeisterschaften 1930 und 1938 teil. 1930 kam er allerdings nur im bedeutungslosen letzten Gruppenspiel gegen Chile zum Einsatz. 1933 und 1934 wurde er nur selten berufen, blieb so auch während der WM in Italien nur Reservist, aber weitere vier Jahre später bestritt er beide französischen WM-Spiele und erzielte im Achtelfinale gegen Belgien in der ersten Spielminute das 1:0 für den Gastgeber.

## Der Trainer
Im Sommer 1940 wurde Veinante Trainer von Racing Paris (bis 1943); unter den erschwerten Bedingungen während der deutschen Besetzung gelang ihm dabei allerdings kein Titelgewinn. Nach der Befreiung des Landes arbeitete er bei Racing Strasbourg (1945–1947 und 1948/49), wo 1947 immerhin ein dritter Platz in der höchsten Spielklasse (hinter CO Roubaix-Tourcoing und Stade de Reims) und das Erreichen des Pokalendspiels (0:2 gegen Lille) heraussprang. Allerdings konnte er 1949 den Abstieg der Elsässer nicht verhindern. 1949/50 führte er den OGC Nizza auf Platz 5, in der Folgesaison den FC Metz, bei dem er sein fußballerisches Rüstzeug erworben hatte, aus der zweiten in die erste Liga. Anschließend arbeitete Émile Veinante beim damals noch unterklassigen FC Nantes (1951–1955). In der Saison 1960/61 trainierte er erneut den RC Strasbourg und brachte diesen ebenfalls in die Division 1 zurück.

### Stationen
- 1940 bis 1943: Racing Paris
- 1945 bis 1947: Racing Strasbourg
- 1948/49: Racing Strasbourg
- 1949/50: OGC Nizza
- 1950 bis 1951: FC Metz
- 1951 bis 1955: FC Nantes
- 1960/61: Racing Strasbourg

## Palmarès als Spieler
- Französischer Meister: 1936
- Französischer Pokalsieger: 1936, 1939 (und Finalist 1930)
- 24 A-Länderspiele, 14 Tore; WM-Teilnehmer 1930, 1934 und 1938